# 3-тє крило транспортної авіації (Польща)

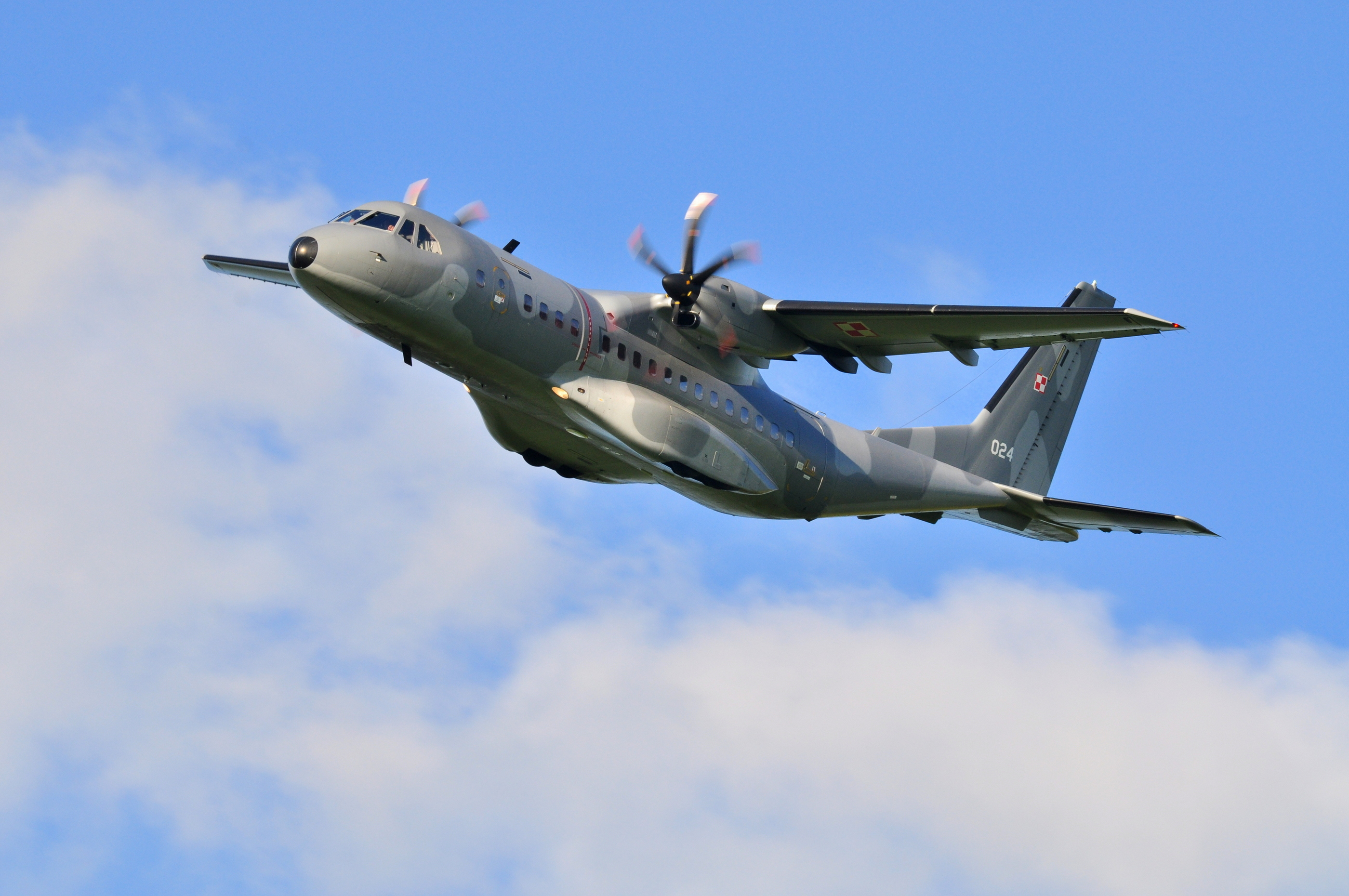
CASA C-295 8-а база транспортної авіації (Польща)

3-тє крило транспортної авіації (пол. 3 Skrzydło Lotnictwa Transportowego (3 SLTr)) — тактичне з'єднання Повітряних сил Польщі яке дислокується в Повідзі, призначене для організації та контролю за безпекою повітряного транспорту всіх видів збройних сил та виконання завдань у системі повітряного пошуку та рятування. У результаті реформування структур управління з 1 січня 2014 року підрозділ підпорядковується безпосередньо Головному командуванню Збройних Сил.
1 квітня 2007 року була створена 3-тя бригада транспортної авіації. 1 січня 2009 року наказом командувача Повітряних Сил від 26 серпня 2008 року № ПФ 198 бригада перетворена в 3-тє транспортне авіаційне крило.

## Склад
До складу 3-го крила транспортної авіації входять:
- 1 база транспортної авіації у Варшаві[pl] у Варшаві,
- 8 транспортна авіаційна база в Краков[pl] в Кракові,
- 33 транспортна авіаційна база[pl] в Повідзі,
- 1 пошуково-рятувальна група[pl] в Свідвіні,
- 2-а пошуково-рятувальна група[pl] в Мінську Мазовецькому,
- 3 Пошуково-рятувальна група[pl] в Кракові.

## Озброєння
Літаки та вертольоти, що використовуються в 3 SLTr:
- C-130E Hercules
- CASA C-295
- Boeing 737—800
- Gulfstream G550
- PZL M28 Bryza
- PZL W-3 Sokół
- Мі-8
- Мі-17
- Мі-2

## Завдання
3-е Крило транспортної авіації здійснює широкий спектр діяльності, яка включає:
- Повітряні транспортні завдання (включаючи HEAD та аеромедичну евакуацію);
- Забезпечення повітряного транспорту польського, військового контингенту;
- Завдання, пов'язані з обслуговуванням системи повітряного пошуку та рятування:
- Авіаційна підтримка спеціальних і повітряно-десантних операцій;
- Перевезення солдат і вантажів (включаючи обслуговування так званих повітряних мостів);
- Чергування в складі авіарятувальної служби;
- Перевезення громадян депортаційними рейсами;
- Участь в операціях з надання гуманітарної допомоги;
- Медична евакуація.

3. Крило Транспортної Авіації виконує польоти в охоплених війною та небезпечних зонах, забезпечуючи ці регіони не тільки постачанням, підтримкою та допомогою, але також польським командирам і політикам.

## Командири
- Травень 2007 р. — серпень 2007 р. — полковник Славомір Калузінський
- 2007—2008 рр. — бригадний генерал Адам Свєркоч
- 2008—2011 рр. — бригадний генерал Тадеуш Мікутель
- 2011—2014 рр. — полковник Славомір Жаковський
- 2014—2015 рр. — бригадний генерал Мирослав Ємельняк
- 2015—2019[4][5]. — Бригадний генерал Кшиштоф Вальчак
- 2019[6] — 1 грудня 2020 — бригадний генерал Кшиштоф Кур[7][8]
- 12.01.2020 — бригадний генерал Войцех Пікула[8]